# Montfa (Ariège)
Montfa é uma comuna francesa na região administrativa de Occitânia, no departamento de Ariège.